# هواپیمایی یزد
هواپیمایی یزد (به انگلیسی: Yazdairways) یک شرکت هواپیمایی ایرانی (سهامی خاص ) با مرکز عملیاتی شهر یزد است. این شرکت با هدف رونق پروازهای بین المللی و توسعه گردشگری فعالیت خود را به صورت رسمی در این استان آغاز کرده است.

## تاریخچه
سرمایه اولیه این شرکت هواپیمایی ۹ هزار و ۲۰۰ میلیارد ریال است و سهامداران اصلی آن شرکت سپهر کاوه کیش و هلدینگ چادرملو می باشند .
شرکت بین المللی هواپیمایی یزد در تیرماه ۱۴۰۲ موفق به دریافت گواهینامه بهره برداری هوایی (AOC) از سازمان هواپیمایی کشوری ایران کشور شد .

## ناوگان و مسیرهای پروازی

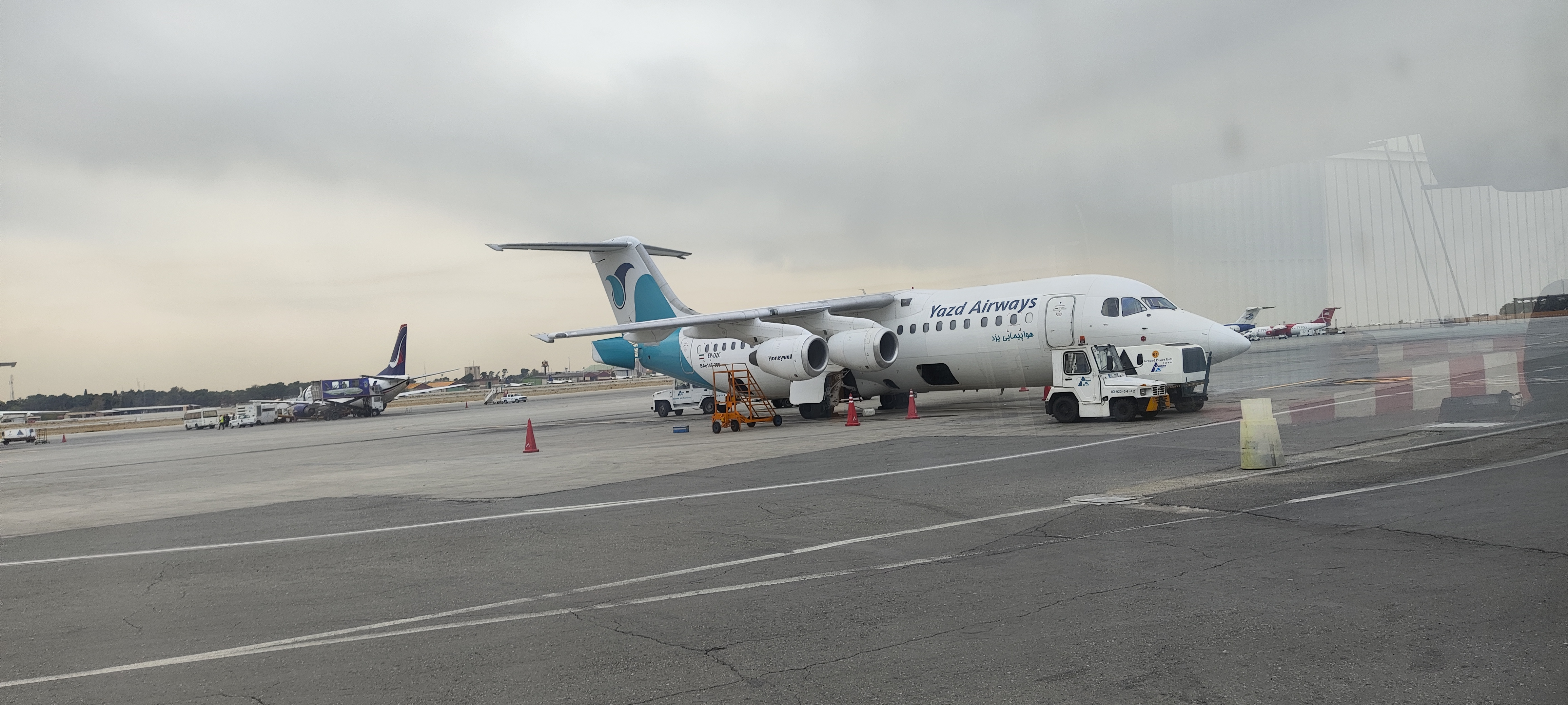
یک هواپیمای BAe 146 هواپیمایی یزد در فرودگاه مهرآباد

این شرکت هواپیمایی تا دی ماه ۱۴۰۳ دارای پنج هواپیما بوده است. مقاصد پروازی خارجی در حال حاضر شهرهای نجف و استانبول ، دبی، بمبئی است که با هواپیمای پهن پیکر ایرباس ۳۱۰ انجام می‌شود و مقاصد پروازی داخلی هم در حال حاضر شهرهای تهران، مشهد، یزد، گرگان، سیرجان، کیش، بندرعباس، ارومیه، سبزوار و اهواز است که با ناوگان بی‌آئی ۱۴۶، آر جی 85 و ایرباس 310 انجام می‌شود.
| هواپیما      | در خدمت | یادداشت ها      |
| ------------ | ------- | --------------- |
| ایرباس ای۳۱۰ | ۲       | EP-DZA و EP-DZB |
| بی‌آئی ۱۴۶    | 1       | EP-DZC          |
| آر جی 85     | ۲       | EP-DZH و EP-DZI |
| مجموع        | ۴       |                 |